# Aziej (aziejskoje sielskoje posielenije)
Aziej (ros. Азей) – wieś (sieło) w Rosji, w obwodzie irkuckim, w rejonie tułuńskim. W 2010 liczyła 677 mieszkańców.